# Бубны (масть)
Бу́бны (бу́бни, бу́би, бу́бы (ед. ч. бу́ба)) — карточная масть красного цвета в форме ромба в стандартных игральных картах французской колоды.

## Описание
Оригинальное французское название масти — «карро» (фр. сarreau), которое восходит к латинскому слову «quadrum», означающему «квадрат» или «прямоугольник». В русском языке название бубны происходит от именования масти на немецком языке — Schellen (то есть бубенчики). Название бу́бни является устаревшим, а бу́би — просторечным. В родительном падеже: бу́бен, также допустимо — бубён; форма бубей считается просторечной.
Бубны обычно имеют ромбовидную форму — параллелограмм с четырьмя равными сторонами. Стороны иногда слегка закруглены, что делает символ похожим на астроиду. Чаще всего бубны изображаются красным цветом, однако в бридже они могут быть синими, а в турнирной колоде ската имеют жёлтый или оранжевый цвет.
В дореволюционной России заключённые носили на одежде знак в виде жёлтого ромба, который в обиходе назывался «бубновый туз».
В галерее ниже показаны бубны французской колоды из 52 карт.
- Туз
- 2
- 3
- 4
- 5
- 6
- 7
- 8
- 9
- 10
- Валет
- Дама
- Король

## Аналоги в нестандартных колодах
- В немецкой колоде и швейцарской колоде: бубенцы (нем. Schellen) — см. также Бубенцы (масть).
- В картах Таро: монеты[6].

## В других языках
- англ. Diamonds — алмазы, бриллианты, ромбы
- нем. Karo — ромб
- фр. Carreau — квадратики, клетки
- исп. Cuadrados — квадраты
- итал. Quadri — квадраты
- груз. აგური — кирпичи
- арм. Ագուռ — кирпич

## Коды символа масти при наборе текстов
Юникод — U+2666 и U+2662
♦ ♢
HTML — &#9830; (или &diams;) и &#9826;
♦ ♢